# WEBN
WEBN, nota anche col marchio commerciale di 102-7 WEBN, è un'emittente radiofonica di musica rock e commerciale attiva nell'area metropolitana di Cincinnati, nello Stato dell'Ohio. Di proprietà di iHeartMedia, WEBN  è la rete radio di maggior successo all'interno del gruppo Cincinnati Bengals, che ha lanciato il conduttore Christopher Foley, noto in arte come Kidd Chris.
Negli anni '80, fu una delle prime radioemittenti americane a trasmettere compilation di musica rock e New Age, a lanciare un programma notturno gestito da nastri preregistrati in modalità semiautomatica (senza conduttore), ad aprire le dirette dei proprie studi alla partecipazione del pubblico, a trasmettere spot pubblicitari ironici ed autoprodotti, a coinvolgere artisti esordienti del luogo in progetti di musica con finalità benefiche.
Gli studi della WEBN e la stazione radio base si trovano a Cincinnati. WEBN trasmette in analogico, tre canali HD e attraverso il canale online di iHeartRadio. Il segnale di WEBN-HD2 è ripetuto dal traduttore di frequenze FM codice identificativo pubblico W264BW a Norwood (corrispondenti alla frequenza di 100.7 Mhz in FM) e col dodice W292CO a Middletown (nella banda dei 106.3 Mhz in FM), mentre il WEBN-HD3 è associato all'identificativo statale W272BY a Cincinnati (sintonizzabile sulla frequenza di 102.3 FM).

## Storia
Le prime trasmissioni andarono in onda il 31 agosto 1967, per l'iniziativa imprenditoriale di Frank Wood, Sr., un avvocato di Cincinnati. WEBN trasmetteva di giorno musica classica diurna, al quale seguiva la messa in onda di un programma di musica jazz che durava per tutta la notte. La programmazione notturna era stata semi-automatizzata tramite una serie di registrazioni su bobine Scully da 10½ pollici. Nei fine settimana veniva trasmesso in diretta il programma The WEBN's Jelly Pudding Show, condotto dal figlio di Frank e dal primo DJ di EBN Frank Wood, Jr., durante il qual venivano presentati pezzi di successo, brani mono noti di "autori oscuri", oltre ad arrangiamenti radiofonici etichettati di genere "rock, jazz, folk e ragas". 
Il successo fu tale che il programma si orientò principalmente sul genere rock, con grande disappunto dello stesso Frank Sr. WEBN divenne la prima stazione radio FM statunitense a fare da apripista al concetto di album radiofonico di genere rock, trasmesso ininterrottamente dal 1967.

Ciononostante, non rinnegò la propria origine, continuando a trasmettere un programma di musica classica che veniva condotto ogni domenica mattina dalle 8:00 alle 12.00 da con Frank Wood, Sr., programma che rimase uno dei programmi più popolari della stazione fino a quando Wood non si ritirò dall'attività il 30 giugno 1985. 
Un momento particolare che rese noto il programma era quello che impegnava il conduttore a svolgere un lavoro molto lungo che gli avrebbe dovuto dare il tempo di mangiare una torta prodotta da una nota gelateria locale. 

Dopo il ritiro di Frank Sr. (e molto prima della morte sopraggiunta nel '91), il programma di musica classica fu condotto per alcuni anni da Larry Thomas, iniziando a includere anche musica New Age. Il palinsesto fu spostato dalle 6.00 alle 10.00 del mattino, finché  fu del tutto abbandonato alla fine degli anni '80.
Nei primi tempi di attività, WEBN trasmise da una vecchia casa intonacata di colore blu brillante, presto ribattezzata col nome di Price's Mountain, che si trovava al numero 1050 di Considine Avenue, nel quartiere di Price Hill, nella parte occidentale di Cincinnati. A tutte le ore del giorno, chiunque poteva visitare la stazione e aggirarsi in studio o nei dietro le quinte, mentre i DJ si esibivano dal vivo. La casa non era difficile da individuare: aveva quello che sembrava essere un cane di razza cocker spaniel seduto su una vecchia sedia da barbiere posta nella veranda. Il cane tassidermico era Miles Duffy, l'animale da compagnia di Frank Wood, Sr. Essendo iniziata come attività a conduzione famigliare e come uno show a conduttore unico, Frank Wood decise di nominare Miles Duffy come direttore del programma WEBN per dare l'impressione che la stazione avesse più di un dipendente e che trasmettesse anche quello che lui definiva amichevolemente una "zecca" in onda. Il gioco continuò per qualche anno, anche quando l'emittente aveva ampliato l'audience e le proprie possibilità economiche.
Il personaggio radiofonico Maxwell Slater Logan (Benjamin Bornstein), conduttore del Maxwell Show nella stazione rock di Cleveland WMMS, nella prima metà degli anni '90 collaborò anche con WEBN con il nome in onda di Max Logan. Il 7 gennaio 2014, Bo Matthews (Alex Gutierrez), ex direttore della concorrente WMMS e ospite fisso di The Maxwell Show, fu nominato direttore del palinsesto di WEBN e successivamente promosso a vicepresidente della programmazione del gruppo iHeartMedia per l'intera area di Cincinnati, prima di uscire dall'azienda nel 2017. 

Malgrado gli ascolti avessero reso appetibile la pubblicità su WEBN per i commercianti locali, la stazione non tradì la serietà mista ad ironia tipica della tradizione radioamatoriale statunitense. La maggior parte degli spot erano autoprodotti e autogestiti da WEBN, coerenti con la stessa sottile e talora oltraggiosa audacia, che aveva creato la notorietà dell'emittente, che aveva azzardato l'iniziativa di sponsorizzare eventi inesistenti o slogan al limite del paradossale e del ridicolo. 
Impegnata nel promuovere artisti locali, a partire dal '76 iniziò a pubblicare una serie di dischi con artisti locali, ciascuno designato WEBN Album Project, album di soli inediti originali eseguiti live da artisti locali, i cui proventi di vendita venivano devoluti in beneficenza. Gli Album Project si focalizzarono prevalentemente su esibizioni rock, pur senza rinunciare ad una vasta gamma di altri stili, che comprendevano canzoni folk, jazz e novità. Gruppi inizialmente locali come The Raisins e i Wheels furono scoperti e portati al successo da WEBN, nell'ambito degli undici album pubblicati a cavallo degli anni '70 e '80.